# مارتن دنت
مارتن دنت (بالإنجليزية: Martin Dent) هو عداء مراثوني أسترالي، ولد في 8 فبراير 1979 في ووكينغ في المملكة المتحدة.

## وصلات خارجية
- مارتن دنت على موقع الاتحاد الدولي لألعاب القوى (الإنجليزية)
- مارتن دنت على موقع النتائج التاريخية لألعاب القوى الأسترالية (الإنجليزية)
- مارتن دنت على موقع اللجنة الأولمبية الدولية (الإنجليزية)
- مارتن دنت على موقع أوليمبيديا (الإنجليزية)
- مارتن دنت على موقع اللجنة الأولمبية الأسترالية (الإنجليزية)